# Cantate accademiche
Le Cantate accademiche sono due cantate per cerimonie di laurea universitaria scritte da Jean Sibelius. Compose una Cantata per le Cerimonie di Laurea Universitaria del 1894 e una Cantata per le Cerimonie di Laurea Universitaria del 1897, entrambe scritte per soprano, baritono, coro misto e orchestra. Un movimento del lavoro del 1894 fu pubblicato come Juhlamarssi. Solo la partitura vocale dell'opera del 1897 sopravvisse, pubblicata come Nine Songs for Chorus, Op. 23.

## Cantata per le Cerimonie di Laurea Universitaria del 1894
Sibelius compose la cantata, JS 105, adattando un testo di Kasimir Lönnbohm (o Leino), nella primavera del 1894. La sua composizione omofonica rimase inedita, solo un movimento di marcia fu pubblicato come Juhlamarssi.

## Cantata per le Cerimonie di Laurea Universitaria del 1897
Sibelius ambientò una seconda cantata per le cerimonie di laurea, JS 106, sulle parole di A. V. Forsman. Solo la partitura vocale dell'opera è sopravvissuta. I movimenti sono stati pubblicati come una raccolta di canzoni, Nine Songs for Chorus, Op. 23.

## Cantate
Nove brani della Cantata per la cerimonia di laurea e laurea magistrale del 1897 furono pubblicati per coro misto:
1. Me nuoriso Suomen
2. Tuuli tuudittele
3. Oi toivo, toivo sä lietomieli
4. Montapa elon merellä
5. Sammuva sainio maan
6. Soi kiitokseksi Luojan / N. 6b Tuule, tuuli, leppeämmin
7. Oi lempi, sun valtas ääretön on (O amore)
8. Kuin virta vuolas
9. Oi kallis Suomi, äiti verraton (O preziosa Finlandia)